# Anthony Grevi Meneses
Anthony Grevi Meneses fue un diplomático, indio.
- Fue hijo de Filomena Fernandes Meneses y Antonio Vicente Fortunato de Meneses.
- Fue abogado en Mumbay y al Delhi High Court (corte suprema en Nueva Delhi).
- En septiembre de 1948 entró al servicio de la exterior.
- De 1948 a 1950 fue Comisionado de Comercio en América del Sur.
- De 1950 a 1951 fue secretario de embajada de primera clase en Rangún.
- De 1951 a 1952 fue secretario adjunto en el Ministerio de Asuntos Exteriores (India).
- De 1953 a 1955 fue secretario de embajada de primera clase en París.
- De 1955 a 1957 fue secretario de embajada de primera clase en Yakarta.
- De 1957 a 1958 fue secretario adjunto del Ministerio de Asuntos Exteriores (India).
- De 1958 a 1960 fue Cónsul General en Hanói.
- De 1960 a 1962 fue Cónsul General en San Francisco (California).
- De 1963 a 1965 fue embajador en Nom Pen (Camboya).
- De 1968 a 1971 fue embajador en Dublín (Irlanda).[1]